# Вузурган
Вузурган (средњоперсијски: 𐭥𐭰𐭥𐭫𐭢, што значи „великаши“ или „велики“), , познат и по модерном персијском облику Бозорган (بزرگان), био је назив високог племства и трећег ранга четири или пет врста сасанидске аристократије. Након пада Сасанидског царства, они се поново појављују под династијом Дабујид.

## Етимологија
Реч је облик множине речи вузург (што значи „велика, велика“), која је изведена од староперсијске речи вазарка, која је заузврат изведена из прото-индоевропске речи вег (што значи „бити јак, жива, будна “).

## Историја
Вузурган се први пут помиње у раном сасанидском периоду и појављују се у натпису Шапура I у Хаџиабаду. Они су играли истакнуту улогу у сасанидској политици и чини се да су имали много утицаја. Високи чланови вузургана били су присутни на крунисању сасанидских краљева. Сваки пут када би дошло до спора око избора сасанидског краља, циљ вузургана је био да изаберу сасанидског краља.  Након смрти Хормизда II 309. године, вузургани су изабрали његовог сина Шапура II, који је у то време још био у матерници своје мајке, за краља Сасанидског царства. Шапурова смрт 379. године означила је почетак 125-годишњег сукоба између вузургана и сасанидских краљева, који су се борили за власт над Ираном.
За време владавине Јездигерда I (владао 399–420), према вузурганима се лоше поступало,  а након његове смрти 420, протерали су све његове синове и изабрали његовог нећака Хозроја за владара Сасанидског царства. Ипак, касније су склопили споразум са Јездигердовим сином Бахрамом V и признали га за краља Сасанидског царства. Након катастрофалне кампање Пeроза I против Хефталита, која је резултирала његовом смрћу и смрћу многих вузургана, племство је изабрало његовог брата Валаша за краља Сасанидског царства. Међутим, у стварности је власт над царством имао Сухра, ирански племић из Куће Карен. Чак су и вузургани били под његовом контролом. Балашева владавина се на крају  показала катастрофалном, а као резултат тога заменио га је Перозов син Кавад I.
Кавад I је за време своје владавине почео да обожава маздакизам, модификовану верзију Зороастризма са утицајима манихеизма. Вузургани су одговорили тако што су заступали зороастријско свештенство и затворили га у затвор 496. године, заменивши га његовим братом Дџамаспом. Гушнаспдад, канаранг Сасанидског царства, касније је позвао вузургане и друге племићке класе да погубе Кавада I, што су они међутим, одбили. Унук Кавада I, Хормизд IV,  је због лошег поступања са племићким породицама вузургана и других , 590. године свргнут државним ударом предвођеним двојцом браће из куће Испахбудан Вистамом и Виндујијем, који су поставили Хормиздовог сина Хозроја II за новог владара Сасанидског царства. Међутим, вузургани и други племићи су касније  постали незадовољни Хозројем II, а 628. године су га свргли у корист његовог сина Кавада II.
Након смрти Кавада II, вузургани су изабрали његовог сина Ардашира III,  који је био само пуко дете. За време његове владавине, његов министар Мах Адур Гушнасп, који је био део класе вузургана, у стварности је контролисао Сасанидско царство. За време арапског освајања Ирана, сасанидски војсковођа по имену Бахман Џадхуји, који је био вођа војске која је бројала 30.000 вузургана, победио је Арапе у бици на Мосту 634. године. Ипак, Арапи су остварили још неколико победа против Сасанидског царства и до 651. године цео Иран је био под њиховом контролом.
Касније се вузургани спомињу за време владавине Дабујидског  владара Хуршида (владао 740–760), где су заједно са локалним становништвом Табаристана били потиснути од стране Хуршидовог, војсковође Карина. Након пада династије Дабујида 760. године, вузургани се више не спомињу ни у једном извору.